# Şükrü Kaan Kılıçaslan
Şükrü Kaan Kılıçaslan (* 13. Juni 1996 in Boğazlıyan) ist ein türkischer Fußballspieler.

## Sportlicher Werdegang
Kılıçaslan entstammt der Jugend von Ankara Keçiörengücü. Im Herbst 2015 wechselte er zu Gölbaşı Belediyespor, zog aber bereits zu Beginn des folgenden Jahres zum für seine Basketballmannschaft bekannten Ankara Ormanspor weiter. Später spielte er für Yenidoğanspor,  Ankara DSI Spor und Ankara TKI Spor im Amateurbereich.
Kılıçaslan kehrte Anfang 2019 zum seinerzeitigen Drittligisten Ankara Keçiörengücü zurück, den er trotz Aufstiegs im Sommer des Jahres verließ. Anschließend schloss er sich Batman Petrolspor in der vierthöchsten Spielklasse an. Innerhalb der Spielklasse wechselte er im August zu 52 Orduspor weiter. Mit dem Klub erreichte er im türkischen Pokalwettbewerb die vierte Hauptrunde, mit bis dato fünf erzielten Treffern avancierte er zu einem der vier Torschützenkönige des Wettbewerbs. Anschließend kehrte er in die dritte Liga zurück, wo er sich mit einem Ein-Jahres-Vertrag an Nazilli Belediyespor band. Ein Jahr später wechselte er zu Orduspor 1967 SK.